# Marguerite (Paul et Virginie)
Pour les articles homonymes, voir Marguerite.

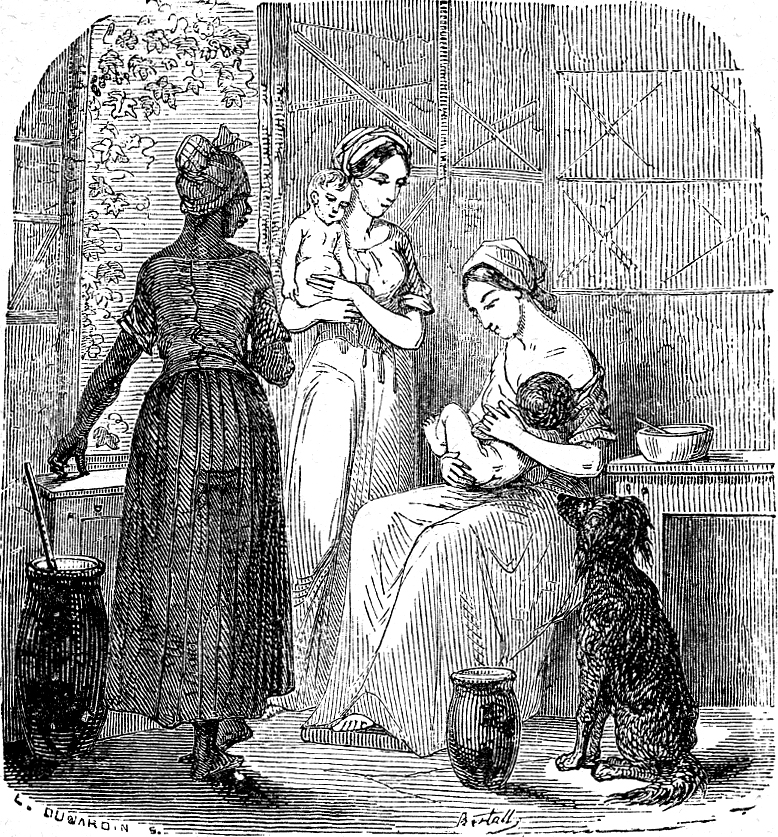
Marguerite et Madame de la Tour avec leurs enfants dans une illustration du roman d'après les dessins de Bertall et Demarle.

Marguerite est un personnage fictif de Paul et Virginie, roman de l'homme de lettres français Jacques-Henri Bernardin de Saint-Pierre paru en 1788. Habitante de l'Île de France, elle est la mère de Paul, héros et protagoniste de l'histoire aux côtés de Virginie. Elle a été incarnée, entre autres, par Sarah Sanders dans le feuilleton télévisé Paul et Virginie et par V . Demonge dans la comédie musicale Paul et Virginie.